# Elecciones a la Asamblea de Madrid de 2019
Las elecciones a la Asamblea de Madrid de 2019 se celebraron el domingo 26 de mayo, de acuerdo con el Decreto dispuesto el 1 de abril y publicado en el Boletín Oficial de la Comunidad de Madrid el día siguiente. Se eligieron los 132 diputados de la xi legislatura de la Asamblea de Madrid, mediante un sistema proporcional con listas cerradas (método D'Hondt) y un umbral electoral del 5 %.
Se colocaron un total de unas 6600 mesas electorales en toda la región.
La celebración de los comicios coincidió con las elecciones al Parlamento Europeo, con las elecciones locales, y con las elecciones autonómicas en Aragón, Asturias, las Islas Baleares, Canarias, Cantabria, Castilla-La Mancha, Castilla y León, Extremadura, Navarra, la Región de Murcia y La Rioja.

## Candidaturas
Un total de 15 candidaturas diferentes fueron incluidas en la fase de presentación de listas.

## Resultados
Los resultados completos correspondientes al escrutinio definitivo se detallan a continuación:
| Candidatura                                            | Candidatura                                                             | Votos     | %                                       | Escaños                                 |
| ------------------------------------------------------ | ----------------------------------------------------------------------- | --------- | --------------------------------------- | --------------------------------------- |
|                                                        | Partido Socialista Obrero Español (PSOE-M)                              | 884 218   | 27,31                                   | 37                                      |
|                                                        | Partido Popular (PP)                                                    | 719 852   | 22,23                                   | 30                                      |
|                                                        | Ciudadanos (Cs)                                                         | 629 940   | 19,46                                   | 26                                      |
|                                                        | Más Madrid (Más Madrid)                                                 | 475 672   | 14,69                                   | 20                                      |
|                                                        | Vox (Vox)                                                               | 287 667   | 8,88                                    | 12                                      |
|                                                        | Unidas Podemos Izquierda Unida Madrid en Pie (Podemos-IU-Madrid en Pie) | 181 231   | 5,60                                    | 7                                       |
| Partido Animalista Contra el Maltrato Animal (PACMA)   | Partido Animalista Contra el Maltrato Animal (PACMA)                    | 24 446    | 0,76                                    | 0                                       |
| Unión Progreso y Democracia (UPyD)                     | Unión Progreso y Democracia (UPyD)                                      | 4057      | 0,13                                    | 0                                       |
| Por Un Mundo Más Justo (PUM+J)                         | Por Un Mundo Más Justo (PUM+J)                                          | 3178      | 0,10                                    | 0                                       |
| Unión por Leganés (ULEG)                               | Unión por Leganés (ULEG)                                                | 2984      | 0,09                                    | 0                                       |
| Partido Comunista de los Trabajadores de España (PCTE) | Partido Comunista de los Trabajadores de España (PCTE)                  | 2610      | 0,08                                    | 0                                       |
| Falange Española de las JONS (FE de las JONS)          | Falange Española de las JONS (FE de las JONS)                           | 2217      | 0,07                                    | 0                                       |
| Partido Castellano-Tierra Comunera (PCAS-TC)           | Partido Castellano-Tierra Comunera (PCAS-TC)                            | 1794      | 0,06                                    | 0                                       |
| Partido Humanista (PH)                                 | Partido Humanista (PH)                                                  | 1727      | 0,05                                    | 0                                       |
| Partido Libertario (P-Lib)                             | Partido Libertario (P-Lib)                                              | 1246      | 0,04                                    | 0                                       |
| Votos en blanco                                        | Votos en blanco                                                         | 15 020    | 0,46                                    | 0                                       |
| Votos válidos                                          | Votos válidos                                                           | 3 237 859 | 100,00                                  | 132                                     |
| Votos nulos                                            | Votos nulos                                                             | 13 527    | Participación: · \| \| 64,27 % \| 1,42% | Participación: · \| \| 64,27 % \| 1,42% |
| Votantes                                               | Votantes                                                                | 3 251 386 | Participación: · \| \| 64,27 % \| 1,42% | Participación: · \| \| 64,27 % \| 1,42% |
| Electores                                              | Electores                                                               | 5 059 252 | Participación: · \| \| 64,27 % \| 1,42% | Participación: · \| \| 64,27 % \| 1,42% |
|                                                        | 64,27 %                                                                 |           |                                         |                                         |

## Diputados electos
Relación de diputados electos:
| N.º | Nombre                                          | Lista | Lista                    |
| --- | ----------------------------------------------- | ----- | ------------------------ |
| 1   | Ángel Gabilondo Pujol                           |       | PSOE                     |
| 2   | Isabel Natividad Díaz Ayuso                     |       | PP                       |
| 3   | Ignacio Aguado Crespo                           |       | Cs                       |
| 4   | Íñigo Errejón Galván                            |       | Más Madrid               |
| 5   | Pilar Llop Cuenca                               |       | PSOE                     |
| 6   | David Pérez García                              |       | PP                       |
| 7   | César Zafra Hernández                           |       | Cs                       |
| 8   | José Manuel Rodríguez Uribes                    |       | PSOE                     |
| 9   | Rocío Monasterio San Martín                     |       | Vox                      |
| 10  | Ana Camins Martínez                             |       | PP                       |
| 11  | Clara Serra Sánchez                             |       | Más Madrid               |
| 12  | María Llanos Castellanos Garijo                 |       | PSOE                     |
| 13  | Esther Ruiz Fernández                           |       | Cs                       |
| 14  | Isabel Serra Sánchez                            |       | Podemos-IU-Madrid en Pie |
| 15  | María Eugenia Carballedo Berlanga               |       | PP                       |
| 16  | Juan Miguel Hernández de León                   |       | PSOE                     |
| 17  | Diego Figuera Álvarez                           |       | Más Madrid               |
| 18  | Javier Luengo Vicente                           |       | Cs                       |
| 19  | Pilar Sánchez Acera                             |       | PSOE                     |
| 20  | Pedro Manuel Rollán Ojeda                       |       | PP                       |
| 21  | José María Marco Tobarra                        |       | Vox                      |
| 22  | José Manuel Freire Campo                        |       | PSOE                     |
| 23  | Eva Bailén Fernández                            |       | Cs                       |
| 24  | Alfonso Carlos Serrano Sánchez-Capuchino        |       | PP                       |
| 25  | Alicia Gómez Benítez                            |       | Más Madrid               |
| 26  | María Carmen Barahona Prol                      |       | PSOE                     |
| 27  | Juan Trinidad Martos                            |       | Cs                       |
| 28  | Carlos Izquierdo Torres                         |       | PP                       |
| 29  | Borja Luis Cabezón Royo                         |       | PSOE                     |
| 30  | Jorge Arturo Cutillas Cordón                    |       | Vox                      |
| 31  | Héctor Tejero Franco                            |       | Más Madrid               |
| 32  | Soledad Sánchez Maroto                          |       | Podemos-IU-Madrid en Pie |
| 33  | María Yolanda Ibarrola de la Fuente             |       | PP                       |
| 34  | Araceli Gómez García                            |       | Cs                       |
| 35  | Purificación Causapié Lopesino                  |       | PSOE                     |
| 36  | Francisco Tomás-Valiente Lanuza                 |       | PSOE                     |
| 37  | Alicia Sánchez-Camacho Pérez                    |       | PP                       |
| 38  | Tania Sánchez Melero                            |       | Más Madrid               |
| 39  | Luis Pacheco Torres                             |       | Cs                       |
| 40  | Lorena Morales Porro                            |       | PSOE                     |
| 41  | David Erguido Cano                              |       | PP                       |
| 42  | Ana María Cuartero Lorenzo                      |       | Vox                      |
| 43  | Alberto Reyero Zubiri                           |       | Cs                       |
| 44  | Enrique Rico García Hierro                      |       | PSOE                     |
| 45  | Alejandro Sánchez Pérez                         |       | Más Madrid               |
| 46  | Enrique Matías Ossorio Crespo                   |       | PP                       |
| 47  | Matilde Isabel Díaz Ojeda                       |       | PSOE                     |
| 48  | Carlota Santiago Camacho                        |       | Cs                       |
| 49  | Beatriz Gimeno Reinoso                          |       | Podemos-IU-Madrid en Pie |
| 50  | María Paloma Adrados Gautier                    |       | PP                       |
| 51  | Alodia Pérez Muñoz                              |       | Más Madrid               |
| 52  | Juan José Moreno Navarro                        |       | PSOE                     |
| 53  | Íñigo Henríquez de Luna Losada                  |       | Vox                      |
| 54  | Enrique Veloso Lozano                           |       | Cs                       |
| 55  | Cristina González Álvarez                       |       | PSOE                     |
| 56  | Daniel Portero de la Torre                      |       | PP                       |
| 57  | Pablo Gómez Perpiñá                             |       | Más Madrid               |
| 58  | Ana Isabel García García                        |       | Cs                       |
| 59  | José Luis García Sánchez                        |       | PSOE                     |
| 60  | Regina Otaola Muguerza                          |       | PP                       |
| 61  | Isabel Aymerich D'Olhaberriague                 |       | PSOE                     |
| 62  | Ángel Garrido García                            |       | Cs                       |
| 63  | Diego Sanjuanbenito Bonal                       |       | PP                       |
| 64  | Mariano Calabuig Martínez                       |       | Vox                      |
| 65  | Mónica García Gómez                             |       | Más Madrid               |
| 66  | José Carmelo Cepeda García de León              |       | PSOE                     |
| 67  | Jacinto Morano González                         |       | Podemos-IU-Madrid en Pie |
| 68  | Jaime Miguel de los Santos González             |       | PP                       |
| 69  | Tamara Pardo Blázquez                           |       | Cs                       |
| 70  | Hana Jalloul Muro                               |       | PSOE                     |
| 71  | Jorge Moruno Danzi                              |       | Más Madrid               |
| 72  | Almudena Negro Konrad                           |       | PP                       |
| 73  | Fernando Fernández Lara                         |       | PSOE                     |
| 74  | Tomás Marcos Arias                              |       | Cs                       |
| 75  | Alicia Verónica Rubio Calle                     |       | Vox                      |
| 76  | Sonia Conejero Palero                           |       | PSOE                     |
| 77  | Pedro Muñoz Abrines                             |       | PP                       |
| 78  | Jazmín Beirak Ulanosky                          |       | Más Madrid               |
| 79  | Sergio Brabezo Carballo                         |       | Cs                       |
| 80  | Miguel Luis Arranz Sánchez                      |       | PSOE                     |
| 81  | María Carmen Castell Díaz                       |       | PP                       |
| 82  | Emy Fernández-Luna Abellán                      |       | Cs                       |
| 83  | María Encarnación Moya Nieto                    |       | PSOE                     |
| 84  | Eduardo Fernández Rubiño                        |       | Más Madrid               |
| 85  | Francisco Javier Cañadas Martín                 |       | Podemos-IU-Madrid en Pie |
| 86  | Eduardo Raboso García-Baquero                   |       | PP                       |
| 87  | Pablo Gutiérrez de Cabiedes Hidalgo de Caviedes |       | Vox                      |
| 88  | Javier Guardiola Arévalo                        |       | PSOE                     |
| 89  | Roberto Núñez Sánchez                           |       | Cs                       |
| 90  | Jorge Rodrigo Domínguez                         |       | PP                       |
| 91  | María Carmen Mena Romero                        |       | PSOE                     |
| 92  | María Pastor Valdés                             |       | Más Madrid               |
| 93  | Miguel Díaz Martín                              |       | Cs                       |
| 94  | Modesto Nolla Estrada                           |       | PSOE                     |
| 95  | María Nadia Álvarez Padilla                     |       | PP                       |
| 96  | María Yobana Carril Antelo                      |       | Vox                      |
| 97  | Emilio Delgado Orgaz                            |       | Más Madrid               |
| 98  | Marta Bernardo Llorente                         |       | PSOE                     |
| 99  | Marta Marbán de Frutos                          |       | Cs                       |
| 100 | Álvaro Moraga Valiente                          |       | PP                       |
| 101 | Agustín Vinagre Alcázar                         |       | PSOE                     |
| 102 | Vanessa Lillo Gómez                             |       | Podemos-IU-Madrid en Pie |
| 103 | José María Arribas del Barrio                   |       | PP                       |
| 104 | Juan Rubio Ruiz                                 |       | Cs                       |
| 105 | María Acín Carrera                              |       | Más Madrid               |
| 106 | María Carmen López Ruiz                         |       | PSOE                     |
| 107 | María Yolanda Estrada Madrid                    |       | PP                       |
| 108 | Javier Pérez Gallardo                           |       | Vox                      |
| 109 | Victoria Alonso Márquez                         |       | Cs                       |
| 110 | Diego Cruz Torrijos                             |       | PSOE                     |
| 111 | Hugo Martínez Abarca                            |       | Más Madrid               |
| 112 | María Luisa Mercado Merino                      |       | PSOE                     |
| 113 | Carlos Díaz-Pache Gosende                       |       | PP                       |
| 114 | Ricardo Megías Morales                          |       | Cs                       |
| 115 | Rafael Gómez Montoya                            |       | PSOE                     |
| 116 | Rocío Albert López                              |       | PP                       |
| 117 | Clara Ramas San Miguel                          |       | Más Madrid               |
| 118 | Roberto Hernández Blázquez                      |       | Cs                       |
| 119 | Jaime María de Berenguer de Santiago            |       | Vox                      |
| 120 | Carla Delgado Gómez                             |       | PSOE                     |
| 121 | Carolina Alonso Alonso                          |       | Podemos-IU-Madrid en Pie |
| 122 | José Enrique Núñez Guijarro                     |       | PP                       |
| 123 | Nicolás Rodríguez García                        |       | PSOE                     |
| 124 | Pilar Liébana Soto                              |       | Cs                       |
| 125 | Santiago Eduardo Gutiérrez Benito               |       | Más Madrid               |
| 126 | María Dolores Navarro Ruiz                      |       | PP                       |
| 127 | Macarena Elvira Rubio                           |       | PSOE                     |
| 128 | Ana Rodríguez Durán                             |       | Cs                       |
| 129 | José Antonio Sánchez Serrano                    |       | PP                       |
| 130 | José Ángel Gómez Chamorro Torres                |       | PSOE                     |
| 131 | Gádor Pilar Joya Verde                          |       | Vox                      |
| 132 | Raquel Huerta Bravo                             |       | Más Madrid               |

## Elección e investidura de la Presidente de la Comunidad de Madrid
La votación para la investidura de Isabel Díaz Ayuso como presidenta de la Comunidad de Madrid tuvo el siguiente resultado:
| Resultado de la votación de investidura de la Presidenta de la Comunidad de Madrid Mayoría absoluta: 67/132 |                                                           |            |    |    |    |    |    |   |        |
| Candidato                                                                                                   | Fecha                                                     | Voto       |    |    |    |    |    |   | Total  |
| Isabel Díaz Ayuso (PP)                                                                                      | 14 de agosto de 2019 Mayoría requerida: Absoluta (67/132) | Sí         |    | 30 | 26 |    | 12 |   | 68/132 |
| Isabel Díaz Ayuso (PP)                                                                                      | 14 de agosto de 2019 Mayoría requerida: Absoluta (67/132) | No         | 37 |    |    | 20 |    | 7 | 64/132 |
| Isabel Díaz Ayuso (PP)                                                                                      | 14 de agosto de 2019 Mayoría requerida: Absoluta (67/132) | Abstención |    |    |    |    |    |   | 0/132  |